# WWE Judgment Day

WWE Judgment Day est un ancien spectacle de catch annuel télédiffusé en paiement à la séance et produit par la World Wrestling Entertainment. Il s'est déroule chaque année au mois de mai. La première édition de Judgment Day en 1998 était un In Your House. Cet évènement a remplacé WWF Over the Edge en 1999 là où Owen Hart trouva la mort lors de son entrée sur le ring. De 2004 à 2006, c'était un spectacle exclusif à la division WWE SmackDown.

## Historique
Judgment Day est le 5e évènement de la saison de la WWE. Il n'a aucune particularité mais a connu des matchs de légende. Sur ce spectacle, JBL a été trois fois Main-eventer (catcheur qui participe au match le plus important du spectacle) mais n'en a gagné qu'un seul. Les matches légendaires sont la rivalité entre les frères Undertaker et Kane en 1998, le retour de The Undertaker à moto en 2000 dans le Iron Man match remporté par Triple H, la dernière apparition de Chyna en 2001 ou plus récemment, le "I Quit" match entre John Cena et JBL, le Triple Threat match féminin où Beth Phoenix souleva Melina et Mickie James et la rivalité entre The Undertaker et Edge.

### 1998
Judgment Day 1998 s'est déroulé le 18 octobre 1998 à l'Allstate Arena de Chicago en Illinois.
| #                                                          | Résultats | Stipulations                                            | Commentaires | Durée |
| ---------------------------------------------------------- | --- | ------------------------------------------------------- | --- | ----- |
| Sunday Night Heat match                                    | Steve Blackman bat Justin Bradshaw                                                                                    | Match simple                                            | - Blackman a effectué le tombé sur Bradshaw après un Pump Kick.                                                                                          | 02:58 |
| Sunday Night Heat match                                    | The Oddities (Giant Silva, Kurrgan et Golga) battent Los Boricuas (Jose Estrada, Miguel Perez, Jr. et Jesus Castillo) | 6-Man Tag Team Match                                    | - Golga a effectué le tombé sur Castillo après un Avalanche Splash                                                                                       | 02:32 |
| Sunday Night Heat match                                    | The Godfather bat Faarooq                                                                                             | Match simple                                            | - Godfather a effectué le tombé sur Faarooq après un Thrust Kick.                                                                                        | 01:55 |
| Sunday Night Heat match                                    | Scorpio bat Jeff Jarrett                                                                                              | Match simple                                            | - Scorpio a effectué le tombé sur Jarrett après un Roll-up.                                                                                              | 03:42 |
| 1                                                          | Al Snow (avec Head) bat Marc Mero (avec Jacqueline)                                                                   | Match simple                                            | - Snow a effectué le tombé sur Mero après un Snow Plow.                                                                                                  | 07:12 |
| 2                                                          | L.O.D. 2000 (Hawk, Animal et Droz) battent Disciples of Apocalypse (8-Ball, Skull et Paul Ellering)                   | 6-Man Tag Team Match                                    | - Droz a effectué le tombé sur 8-Ball après le Doomsday Device.                                                                                          | 05:04 |
| 3                                                          | Christian (avec Gangrel) bat TAKA Michinoku (c) (avec Yamaguchi-san)                                                  | Match simple pour le WWF Light Heavyweight Championship | - Christian a effectué le tombé sur Michinoku avec un Cradle.                                                                                            | 08:34 |
| 4                                                          | Goldust bat Val Venis (avec Terri Runnels)                                                                            | Match simple                                            | - Goldust a effectué le tombé sur Val après le Shattered Dreams.                                                                                         | 12:05 |
| 5                                                          | X-Pac bat D'Lo Brown (c)                                                                                              | Match simple pour le WWF European Championship          | - X-Pac a effectué le tombé sur Brown après un X-Factor.                                                                                                 | 13:50 |
| 6                                                          | The Headbangers (Mosh et Thrasher) battent The New Age Outlaws (c) (Road Dogg et Billy Gunn) par disqualification     | Tag team match pour le WWF Tag Team Championship        | - NAO est disqualifié, NAO conserve les titres. | 14:00 |
| 7                                                          | Ken Shamrock (c) bat Mankind                                                                                          | Match simple pour le WWF Intercontinental Championship  | - Shamrock battait Mankind par KO quand Mankind se portait le Mandible claw sur lui-même.                                                                | 14:35 |
| 8                                                          | The Undertaker contre Kane (avec "Stone Cold" Steve Austin en tant qu'arbitre spécial)                                | Match simple                                            | - Austin s'en prend aux deux hommes et se déclare vainqueur du vacant WWF Championship. Résultat, Austin est viré (kayfabe) de la WWF par Vince McMahon. | 17:35 |
| (c) désigne le champion défendant son titre dans le match. | |                                                         | |       |

### 2000
Judgment Day 2000 s'est déroulé le 21 mai 2000 au Freedom Hall de Louisville au Kentucky.
| #                                                          | Résultats                                                                                                 | Stipulations                                               | Commentaires | Durée   |
| ---------------------------------------------------------- | --- | ---------------------------------------------------------- | --- | ------- |
| 1                                                          | Too Cool (Scotty 2 Hotty, Grand Master Sexay et Rikishi) battent Team ECK (Kurt Angle, Edge et Christian) | 6-Man Tag Team Match                                       | - Scotty a effectué le tombé sur Edge après que Sexay portait un Hip Hop Drop. | 09:46   |
| 2                                                          | Eddie Guerrero (c) bat Perry Saturn et Dean Malenko                                                       | Triple Threat match pour le WWF European Championship      | - Guerrero a effectué le tombé sur Malenko avec un Roll up après que Chyna lui donnait un coup de vase. | 07:57   |
| 3                                                          | Shane McMahon bat The Big Show                                                                            | Falls Count Anywhere match                                 | - Shane a effectué le tombé sur Big Show. - Albert, the Big Bossman, Bull Buchanan et Test sont intervenus dans le match en faveur de Shane. | 07:12   |
| 4                                                          | Chris Benoit (c) bat Chris Jericho                                                                        | Submission Match pour le WWF Intercontinental Championship | - L'arbitre a arrêté le match et donné la victoire à Chris Benoit sur le Crippler Crossface après que Chris Jericho fut tombé inconscient. | 13:27   |
| 5                                                          | D-Generation X (Road Dogg et X-Pac) battent The Dudley Boyz (Bubba Ray et D-Von)                          | Double Tables match                                        | | 10:55   |
| 6                                                          | Triple H bat The Rock (c) (avec Shawn Michaels en tant qu'arbitre spécial)                                | Iron Man match de 60 minutes pour le WWF Championship      | - Triple H l'a emporté 6-5. - The Rock a effectué le tombé sur Triple H après un Rock Bottom (10:42) - Triple H a effectué le tombé sur The Rock après un Pedigree (25:27) - Triple H a effectué le tombé sur The Rock avec un Inside Cradle (26:28) - Triple H a effectué le tombé sur The Rock après un Belly To Back Piledriver (32:24) - The Rock a effectué le tombé sur Triple H après un Flowing DDT (40:35) - Triple H était disqualifié après avoir donné un coup de chaise à The Rock (43:44) - Triple H a effectué le tombé sur The Rock en s'aidant des cordes après le coup de chaise (44:07) - Triple H a fait abandonné The Rock sur un Sleeper Hold (48:17) - Triple H a été décompté à l'extérieur après que The Rock lui eut fait son propre Pedigree sur la table des commentateurs (56:06) - The Rock a effectué le tombé sur Triple H après un Spinebuster et un People's Elbow (58:02) - The Rock était disqualifié quand Triple H était attaqué par The Undertaker. (1:00:08) | 1:00:00 |
| (c) désigne le champion défendant son titre dans le match. | |                                                            | |         |

### 2001
Judgment Day 2001 s'est déroulé le 20 mai 2001 au Arco Arena de Sacramento en Californie.
| #                                                          | Résultats | Stipulations                                                                                | Commentaires | Durée |
| ---------------------------------------------------------- | --- | ------------------------------------------------------------------------------------------- | --- | ----- |
| Sunday Night Heat Match                                    | Raven bat Val Venis | Match simple                                                                                | - Raven a effectué le tombé sur Venis. | 04:09 |
| Sunday Night Heat Match                                    | Hardcore Holly et Crash Holly battent Kaientai (Taka Michinoku et Funaki) | Tag team match                                                                              | - Hardcore a effectué le tombé sur Michinoku. | 03:46 |
| 1                                                          | William Regal bat Rikishi | Match simple                                                                                | - Regal a effectué le tombé sur Rikishi après un Regal Cutter. | 03:58 |
| 2                                                          | Kurt Angle bat Chris Benoit | Two Out of Three Falls match                                                                | - Benoit a effectué le tombé sur Angle après un Angle Slam (« Seulement les tombés ») (1:07) - Angle a fait abandonné Benoit sur le Ankle Lock (« Seulement les soumissions ») (12:10) - Angle remportait la troisième manche grâce à l'aide d'Edge et Christian (match de l'échelle) (23:54) | 23:58 |
| 3                                                          | Rhyno (c) bat Test et The Big Show | Triple Threat match pour le WWF Hardcore Championship                                       | - Rhyno a effectué le tombé sur Big Show après un Gore avec une poubelle. | 09:13 |
| 4                                                          | Chyna (c) bat Lita | Match simple pour le WWF Women's Championship                                               | - Chyna a effectué le tombé sur Lita après un Powerbomb. C'était la dernière apparition de Chyna à la WWF. | 06:31 |
| 5                                                          | Kane bat Triple H (c) (avec Stephanie McMahon-Helmsley) | Strap match pour le WWF Intercontinental Championship                                       | - Kane a effectué le tombé sur Triple H après que Steve Austin frappait accidentellemment Triple H avec une chaise. | 12:27 |
| 6                                                          | Chris Benoit et Chris Jericho battent The APA (Faarooq et Bradshaw), Perry Saturn et Dean Malenko, The Dudley Boyz (Bubba Ray et D-Von), X-Factor (X-Pac et Justin Credible), The Hardy Boyz (Matt et Jeff), Edge et Christian | Tag Team Gauntlet match pour devenir les challengers numéro un au WWF Tag Team Championship | - The APA (Faarooq et Bradshaw) a battu Perry Saturn et Dean Malenko quand Faarooq effectuait le tombé sur Perry Saturn après un Spinebuster (1:32) - The APA (Faarooq et Bradshaw) a battu The Dudley Boyz (Bubba Ray et D-Von) quand Bradshaw effectuait le tombé sur Bubba Ray après une Clothesline from Hell (6:28) - X-Factor (X-Pac et Justin Credible) a battu The APA (Faarooq et Bradshaw) quand X-Pac a effectué le tombé sur Bradshaw alors qu'Albert retenait le pied de Bradshaw (10:13) - X-Factor (X-Pac et Justin Credible) a battu The Hardy Boyz (Matt et Jeff) quand X-Pac a effectué le tombé sur Matt après un superkick de Credible (13:24) - Chris Jericho et Chris Benoit ont battu X-Factor (X-Pac et Justin Credible) quand Chris Benoit faisait abandonner Justin Credible sur le Crippler Crossface et que Chris Jericho faisait abandonner X-Pac sur le Walls of Jericho (18:40) - Chris Jericho et Chris Benoit ont battu Edge et Christian quand Chris Benoit faisait abandonner Christian (catcheur) sur le Crippler Crossface (25:48) | 32:09 |
| 7                                                          | "Stone Cold" Steve Austin (c) bat The Undertaker | No Holds Barred pour le WWF Championship                                                    | - Austin a effectué le tombé sur The Undertaker après que Triple H frappait Undertaker avec un sledgehammer. | 23:08 |
| (c) désigne le champion défendant son titre dans le match. | |                                                                                             | |       |

### 2002
Judgment Day 2002 s'est déroulé le 19 mai 2002 au Gaylord Entertainment Center de Nashville, Tennessee. C'était le premier PPV sous le nom « World Wrestling Entertainment ».
| #                                       | Match                                                                                               | Stipulation                                                           | Durée |
| --------------------------------------- | --------------------------------------------------------------------------------------------------- | --------------------------------------------------------------------- | ----- |
| Dark                                    | William Regal (c) bat D'Lo Brown                                                                    | Match simple pour le championnat Européen.                            | 6:22  |
| 1                                       | Eddie Guerrero (c) bat Rob Van Dam                                                                  | Match simple pour le championnat Intercontinental.                    | 10:17 |
| 2                                       | Trish Stratus (c) (avec Bubba Ray Dudley) bat Stacy Keibler (avec Deacon Batista et Reverend D-Von) | Match simple pour le championnat féminin de la WWE.                   | 2:54  |
| 3                                       | Brock Lesnar et Paul Heyman battent Hardy Boyz (Jeff et Matt Hardy)                                 | Match par équipes                                                     | 4:47  |
| 4                                       | Stone Cold Steve Austin bat Big Show et Ric Flair                                                   | Handicap match.                                                       | 15:36 |
| 5                                       | Edge bat Kurt Angle                                                                                 | Hair vs. Hair match.                                                  | 15:30 |
| 6                                       | Triple H bat Chris Jericho                                                                          | Hell in a Cell match.                                                 | 24:31 |
| 7                                       | Rico et Rikishi battent Billy and Chuck (Billy Gunn et Chuck Palumbo) (c)                           | Match par équipes pour le championnat du monde par équipes de la WWE. | 3:50  |
| 8                                       | The Undertaker bat Hollywood Hulk Hogan (c)                                                         | Match simple pour le championnat indisputé de la WWF.                 | 11:10 |
| (c) désigne le(s) champion(s) en titre. | |                                                                       |       |

### 2003
Judgment Day 2003 s'est déroulé le 18 mai 2003 au Charlotte Coliseum de Charlotte en Caroline du Nord. C'était le dernier spectacle dans lequel se produisaient des catcheurs appartenant aux différentes divisions, la WWE a ensuite produit des spectacles exclusifs aux divisions.
- Sunday Night Heat match : The Hurricane def. Steven Richards(2:58)
  - Hurricane a effectué le tombé sur Richards après un Shining Wizard.
- John Cena et The F.B.I. (Chuck Palumbo et Johnny Stamboli) def. Chris Benoit, Rhyno et Spanky(3:58)
  - Stamboli a effectué le tombé sur Spanky après le Kiss of Death.
- La Résistance (Sylvain Grenier et René Duprée) def. Test et Scott Steiner (w/Stacy Keibler)(6:19)
  - Grenier a effectué le tombé sur Steiner après un Bonsoir.
- Eddie Guerrero et Tajiri def. The World's Greatest Tag Team (Charlie Haas et Shelton Benjamin) dans un match de l'échelle pour remporter le WWE Tag Team Championship(14:18)
  - Eddie décrochait les ceintures pour l'emporter.
- Christian remporte une Bataille Royale comprenant : Val Venis, Chris Jericho, Lance Storm, Test, Rob Van Dam, Goldust et Booker T pour remporter le WWE Intercontinental Championship remis en activité (11:44)
  - Christian a éliminé en dernier Booker T pour l'emporter.
  - Christian fut à l'origine éliminé par Booker, mais revint sur le ring après que les arbitres n'eurent pas remarqués son élimination.
  - La bataille royale était composée d'hommes qui ont déjà remporté le titre Intercontinental (à l'exception de Booker T).
- Torrie Wilson def. Sable dans un Bikini contest
  - Tazz était l'hôte et déclarait Wilson le vainqueur et ce, sans consulter la foule.
- Mr. America (w/Zach Gowen) def. Roddy Piper (w/Sean O'Haire)(4:58)
  - Mr. America a effectué le tombé sur Piper après un leg drop.
- Kevin Nash def. WWE World Heavyweight Champion Triple H par disqualification (7:50)
  - Triple H était disqualifié après avoir frappé l'arbitre Earl Hebner avec son sledgehammer, Triple H conservait le titre.
  - Après le match, Nash portait un Jacknife Powerbomb sur Triple H à travers la table des commentateurs.
- Jazz def. Victoria, Jacqueline et Trish Stratus dans un Fatal 4-Way Match pour conserver le WWE Women's Championship(4:48)
  - Jazz a effectué le tombé sur Jacqueline après un DDT.
- Brock Lesnar def. The Big Show dans un Stretcher match pour conserver le WWE Championship (15:27)
  - Lesnar a placé Show sur la civière et a traversé la ligne en transportant la civière avec un élévateur pour l'emporter.

### 2004
Judgment Day 2004 s'est déroulé le 16 mai 2004 au Staples Center de Los Angeles en Californie. 
- Sunday Night Heat match : Mark Jindrak (w/Theodore Long) def. Funaki (3:47)
  - Jindrak a effectué le tombé sur Funaki après un Mark of Excellence.
- Rob Van Dam et Rey Mysterio def. The Dudley Boyz (Bubba Ray et D-Von) (15:19)
  - RVD a effectué le tombé sur D-Von après un Five-Star Frog Splash.
- Torrie Wilson def. Dawn Marie (6:14)*
  - Wilson a effectué le tombé sur Marie après un Backslide.
- Mordecai def. Scotty 2 Hotty (3:01)
  - Mordecai a effectué le tombé sur Scotty après un Crucifixion.
- Charlie Haas et Rico (w/Miss Jackie) def. Hardcore Holly et Billy Gunn pour conserver le WWE Tag Team Championship (10:26)
  - Haas a effectué le tombé sur Holly après un Sunset Flip roll up, et un Superkick de Rico.
- Chavo Guerrero (w/Chavo Classic) def. Jacqueline pour remporter le WWE Cruiserweight Championship (4:47)
  - Guerrero a effectué le tombé sur Jacqueline après un Gory Bomb dans le dos de l'arbitre.
  - Selon la stipulation d'avant match, Guerrero avait un bras d'attaché dans le dos. Cependant durant le match, Chavo Classic a détaché la main de Chavo Jr.
- John Cena def. René Duprée pour conserver le WWE United States Championship (9:54)
  - Cena a effectué le tombé sur Duprée après un FU.
- The Undertaker (w/Paul Bearer) def. Booker T (11:25)
  - Undertaker a effectué le tombé sur Booker après un Tombstone Piledriver.
- John "Bradshaw" Layfield def. WWE Champion Eddie Guerrero par disqualification (23:15)
  - Guerrero était disqualifié quand il frappait JBL avec la ceinture du titre WWE. Résultat, Guerrero restait champion.

### 2005
Judgment Day 2005 s'est déroulé le 22 mai 2005 au Target Center de Minneapolis au Minnesota.
- Sunday Night Heat Match : Nunzio def. Akio (3:29)
  - Nunzio a effectué le tombé sur Akio avec un roll up.
- MNM (Joey Mercury et Johnny Nitro) (w/Melina) def. Hardcore Holly et Charlie Haas pour conserver le WWE Tag Team Championship (8:06)
  - Mercury a effectué le tombé sur Haas à la suite du Snapshot.
- Carlito (w/Matt Morgan) def. The Big Show (4:41)
  - Carlito a effectué le tombé sur Big Show après que Morgan portait un F5 sur Big Show pendant que l'arbitre était inconscient.
- Paul London def. Chavo Guerrero pour conserver le WWE Cruiserweight Championship (10:41)
  - London a effectué le tombé sur Guerrero après un 450° splash.
- Booker T def. Kurt Angle (14:10)
  - Booker a effectué le tombé sur Angle après avoir renversé le Angle Slam en petit paquet.
- Orlando Jordan def. Heidenreich pour conserver le WWE United States Championship (4:54)
  - Jordan a effectué le tombé sur Heidenreich après un DDT.
- Rey Mysterio def. Eddie Guerrero par disqualification (18:30)
  - Guerrero était disqualifié après avoir frappé Mysterio avec une chaise.
- John Cena def. John "Bradshaw" Layfield dans un "I Quit" match pour conserver le WWE Championship (22:45)
  - Layfield abandonnait lorsque Cena s'apprêtait à le frapper avec une grosse barre de fer.

### 2006
Judgment Day 2006 s'est déroulé le 21 mai 2006 à l'US Airways Center de Phoenix dans l'Arizona.
- Dark match : Matt Hardy def. Simon Dean (4:57)
  - Hardy a effectué le tombé sur Dean après un Twist of Fate.
- Paul London et Brian Kendrick def. MNM (Joey Mercury et Johnny Nitro) (w/Melina) pour remporter le WWE Tag Team Championship (13:43)
  - London a effectué le tombé sur Mercury après un roll-up.
  - Après le match Nitro et Melina se retournaient contre Mercury.
- Chris Benoit def. Finlay (21:10)
  - Benoit a fait abandonné Finlay sur le Crippler Crossface.
- Jillian Hall def. Melina (4:18)
  - Hall a effectué le tombé sur Melina avec un roll-up, Melina attrapait une corde mais l'arbitre ne l'avait pas vu.
  - Après le match, Melina et Nitro prenaient d'assaut le bureau du General Manager Theodore Long. Melina donnait une claque à Long et celui-ci décidait alors de virer Melina et Nitro.
- Gregory Helms def. Super Crazy pour conserver le WWE Cruiserweight Championship (9:55)
  - Helms a effectué le tombé sur Super Crazy en s'aidant des cordes.
- Booker T (w/Sharmell) def. Bobby Lashley pour remporter le King of the Ring 2006 (9:15)
  - Booker a effectué le tombé sur Lashley après un coup de shalleigh de Finlay et un Scissors kick de Booker.
  - Après le match, Booker T était couronné par Sharmell, mais Lashley portait un spear sur Booker à travers son trône.
- Mark Henry def. Kurt Angle par décompte à l'extérieur (9:11)
  - Angle était décompté à l'extérieur après avoir subi un splash contre un coin du ring.
  - Après l'annonce de sa défaite, Angle attaquait avec une chaise Henry qui tombait sur la table qui s'écroulait.
- The Great Khali (w/Daivari) def. The Undertaker (8:31)
  - Khali a effectué le tombé sur l'Undertaker après un giant chop en pleine tête.
- Rey Mysterio def. John "Bradshaw" Layfield pour conserver le World Championship (15:56)
  - Mysterio a effectué le tombé sur JBL après un 619 et un Frog splash.

### 2007
Judgment Day 2007 s'est déroulé le 20 mai 2007 au Scottrade Center de Saint Louis dans le Missouri.
- Dark match : Kane bat William Regal
- Ric Flair bat Carlito (15:34) 
  - Ric Flair applique le Figure-Four Leglock et Carlito abandonne
- Handicap match : Bobby Lashley bat Vince McMahon (c), Shane McMahon et Umaga (1:13) 
  - Le match comptait pour le titre de la ECW, mais après le match Vince décrétait que le titre ne pouvait changer de mains vu que le tombé n'a pas été effectué sur lui.
- CM Punk bat. Elijah Burke (16:50) 
  - CM Punk bat Elijah Burke avec son Go 2 Sleep
- Randy Orton bat Shawn Michaels (4:32) 
  - L'arbitre arrête le match après que Shawn Michaels s'écroule par terre (2 semaines plus tôt, Shawn Michaels a été détruit par le Two-handed chokeslam de The Great Khali sur la table des commentateurs, 7 jours plus tard Randy Orton lui portait son Punt Kick dans la tête, et plus tôt, dans cette soirée de Judgment Day, Orton était venu l'agresser dans les coulisses alors qu'il donnait une interview)
- The Hardys (Matt et Jeff) (c) battent Lance Cade et Trevor Murdoch pour conserver le World Tag Team Championship (15:02) 
  - Le Twist of Fate de Matt et le Swanton Bomb de Jeff sur Lance Cade
- Edge(c) bat Batista pour conserver le WWE World Heavyweight Championship (10:37) 
  - Edge surprend Batista avec un roll-up
- Match au meilleur des trois manches : Montel Vontavious Porter bat Chris Benoit (c) pour remporter le WWE United States Championship (12:46)
  - MVP goupille Chris Benoit en lui portant un Playmaker puis un Inside Cradle
- John Cena (c) bat The Great Khali pour conserver le WWE Championship (8:15) 
  - John Cena oblige The Great Khali à abandonner avec son STFU
  - Le match fut controversé car le manager de Khali remontrait la video du match le soir suivant à RAW et montrait que Khali avait mis son pied sur la corde pendant qu'il était placé dans le STFU.

### 2008
Judgment Day 2008 s'est déroulé le 18 mai 2008 au Qwest Center Omaha de Omaha dans le Nebraska.
| #                                                                | Match                                                                        | Stipulation                                                            | Durée |
| ---------------------------------------------------------------- | ---------------------------------------------------------------------------- | ---------------------------------------------------------------------- | ----- |
| 1                                                                | John Cena bat JBL                                                            | Match Simple                                                           | 15:06 |
| 2                                                                | John Morrison et The Miz (c) battent CM Punk & Kane                          | Tag Team Match pour le WWE Tag Team Championship                       | 7:56  |
| 3                                                                | Shawn Michaels bat Chris Jericho                                             | Match Simple                                                           | 15:56 |
| 4                                                                | The Undertaker bat Edge par décompte extérieur mais ne remporte pas le titre | Match Simple pour le WWE World Heavyweight Championship laissé vacant. | 16:30 |
| 5                                                                | Mickie James (c) bat Beth Phoenix et Melina                                  | Triple Threat Match pour le WWE Women's Championship                   | 4:55  |
| 6                                                                | Jeff Hardy bat MVP                                                           | Match Simple                                                           | 9:50  |
| 7                                                                | Triple H (c) bat Randy Orton                                                 | Steel Cage Match pour le WWE Championship.                             | 21:20 |
| (c) désigne le(s) champion(s) défendant son titre dans le match. |                                                                              |                                                                        |       |

John Cena gagne le match après avoir porté son Attitude Adjustement sur JBL.
John Morrison a effectué le tombé sur CM Punk après un Moonlight Drive.
Shawn Michaels a effectué le tombé sur Chris Jericho après avoir contré un Walls Of Jericho en tombé. Après le match, les deux lutteurs se sont serré la main.
L'Undertaker a gagné le match par décompte extérieur. Après le match, Vickie Guerrero arriva et dit que le World Heavyweight Championship ne peut être gagné que par tombé ou soumission, le titre reste donc vacant. Après ça, Undertaker porta son Tombstone Piledriver sur Edge.
Mickie James a effectué le tombé sur Melina après un Implant DDT.
MVP est venu interrompre le déroulement du show, se plaignant que la superstar la mieux payée de la WWE ne pouvait pas être absente de la carte d'un PPV. Matt Hardy est arrivé pour lui annoncer qu'il avait l'adversaire idéal : son frère Jeff Hardy. Jeff Hardy a effectué le tombé sur MVP après un Whisper in the Wind.
Triple H a gagné le match avec un Pedigree.

### 2009
Judgment Day 2009 est le 11e Judgment Day produit par la World Wrestling Entertainment. Il s'est déroulé le 17 mai 2009 au Allstate Arena à Chicago dans l'Illinois.
Il s'agissait du premier Judgment Day à ne comporter que des matchs simples en un contre un.
| #                                                                | Match                                            | Stipulation                                             | Durée |
| ---------------------------------------------------------------- | ------------------------------------------------ | ------------------------------------------------------- | ----- |
| Dark                                                             | Mickie James bat Beth Phoenix                    | Match Simple                                            | 5:08  |
| 1                                                                | Umaga bat CM Punk                                | Match Simple                                            | 11:52 |
| 2                                                                | Christian (c) bat Jack Swagger                   | Match Simple pour le ECW Championship                   | 9:33  |
| 3                                                                | John Morrison bat Shelton Benjamin               | Match Simple                                            | 10:10 |
| 4                                                                | Rey Mysterio (c) bat Chris Jericho               | Match Simple pour le WWE Intercontinental Championship  | 12:39 |
| 5                                                                | Batista bat Randy Orton (c) par disqualification | Match Simple pour le WWE Championship                   | 14:44 |
| 6                                                                | John Cena* bat Big Show                          | Match Simple                                            | 14:57 |
| 7                                                                | Edge (c) bat Jeff Hardy                          | Match Simple pour le WWE World Heavyweight Championship | 19:56 |
| (c) désigne le(s) champion(s) défendant son titre dans le match. |                                                  |                                                         |       |

- John Cena n'a jamais perdu un match a Judgement Day